# Namecoin
Namecoin (англ. Name — «ім'я», Coin — «монета») — заснована на технології Bitcoin система зберігання довільних комбінацій виду «ім'я-значення», найвідомішим застосуванням якої є система альтернативних кореневих DNS-серверів. Namecoin не є однією організацією. Кожен вузол мережі Namecoin має повну копію розподіленої бази даних[джерело?].
Принцип тимчасової мережі й відсутність адміністративного центру унеможливлює вилучення імені. Для обчислення блоків використовується стандартне програмне забезпечення для майнінгу Bitcoin, перенаправлене на сервер і порт, де працює Namecoind. Можливий одночасний майнінг Namecoin і Bitcoin без зниження ефективності майнінгу Bitcoin завдяки використанню технології «Merged Mining». Також була можливість придбати домен за криптовалюту Bitcoin через посередника. Термін реєстрації імені вважається закінченим після обчислення 36000 нових блоків.
Зараз у Namecoin реєструються домени тільки в зоні .bit, для яких використовується простір імен «d/» (наприклад, запис домену «bitcointalk.bit» використовує ім'я «d/bitcointalk»). Потужність розподіленої обчислювальної мережі гарантує, що не з'явиться двох однакових імен і що ваша відповідність «ім'я-значення» («домен-адреса» в окремому випадку) не зможе бути присвоєно і змінена жодною сторонньою особою.
Щоб отримати доступ до доменів, розташованим в доменній зоні .bit, можна використовувати проксі-сервер або DNS-сервери, зазначені у вікі проєкту.
До недоліку Namecoin можна віднести те, що імена неможливо юридично захистити від кіберсквотерів.